# Леополд фон Залм-Залм
Николаус Леополд Йозеф Мария фон Залм-Залм (на немски: Nikolaus Leopold Joseph Maria Fürst zu Salm-Salm; * 18 юли 1838, замък Анхолт при Иселбург; † 16 февруари 1908, Анхолт) е 6. княз на Залм-Залм (1886 – 1908), немски зоолог и дендролог и пруски политик, от 1888 до 1908 г. наследствен член на Пруския Херенхауз, също в Народното събрание в провинция Вестфалия.

## Биография
Той е големият син на 5. княз Алфред Константин фон Залм-Залм (1814 – 1886) и принцеса Августа Аделхайд Емануела Констанца фон Крой (1815 – 1886), дъщеря на принц Фердинанд Виктор Филипе фон Крой (1791 – 1865) и принцеса Анна Луиза Констанца де Крой-Солре (1789 – 1869).
Леополд фон Залм-Залм прави колекции от черупчести мекотели и птици, интересува се от конни състезания и отглеждане на коне, разширява парковете си. През 1906 г. създава фирма за въглища „Gewerkschaft Fürst Leopold“.
Николаус Леополд фон Залм-Залм умира бездетен на 69 години на 16 февруари 1908 г. в Анхолт. Наследен е от по-малкия му брат Алфред Фердинанд (1846 – 1923), 12. княз на Залм, 7. княз на Залм-Залм (1908 – 1923).

## Фамилия
Николаус Леополд фон Залм-Залм се жени на 12 юли 1893 г. в Шьонау-Теплиц за принцеса Елеонора Леополдина Алойзия фон Крой (* 13 май 1855, Дюлмен; † 27 май 1903, Берлин), дъщеря на принц Алексис Вилхелм Цефиринус Виктор фон Крой (1825 – 1898) и принцеса Франциска Мария Йохана Каролина Алойзия фон Залм-Залм (1833 – 1908). Те нямат деца: